# Burnsville (Mississippi)
Burnsville é uma cidade  localizada no estado americano de Mississippi, no Condado de Tishomingo.

## Demografia
Segundo o censo americano de 2000, a sua população era de 1034 habitantes. 
Em 2006, foi estimada uma população de 1036, um aumento de 2 (0.2%).

## Geografia
De acordo com o United States Census Bureau tem uma área de 
12,3 km², dos quais 12,3 km² cobertos por terra e 0,0 km² cobertos por água. Burnsville localiza-se a aproximadamente 139 m acima do nível do mar.

## Localidades na vizinhança
O diagrama seguinte representa as localidades num raio de 24 km ao redor de Burnsville. 